# Catherine Pozzi
Catherine Pozzi (Parigi, 13 luglio 1882 – Parigi, 3 dicembre 1934) è stata una poetessa e saggista francese.
Nata in una famiglia dell'alta borghesia francese, frequenta fin da bambina l'ambiente colto e raffinato del salotto dei genitori, dove si avvicendano i grandi nomi dell'intellighenzia francese del tempo: Leconte de Lisle, Marcel Proust, José Maria de Heredia, Jean Lorrain, Colette, Henri de Régnier.
Il padre, Samuel Pozzi, discendente da una famiglia italiana che aveva lasciato la Valtellina nel XVII secolo, chirurgo, primo a ottenere in Francia una cattedra di ginecologia, è un uomo di vasti interessi culturali, tra cui spicca quello per la poesia parnassiana. L'iniziazione letteraria di Catherine Pozzi si determina dunque piuttosto precocemente. Ad essa, attraverso l'insegnamento di precettori privati, si aggiungerà lo studio delle lingue (inglese e tedesco) e della musica.

## Esordi e primi sodalizi
Nel 1893 comincia la stesura di un diario (Journal de jeunesse) in cui raccoglie pensieri e versi tratti dai suoi modelli letterari. Tre anni dopo nasce l'ultimo fratello, Jacques, che, divenuto folle, subirà l'internamento in manicomio; il secondogenito, Jean, era nato nel 1884 e intraprenderà la carriera diplomatica. Tra lui e la sorella sorgeranno dissidi in rapporto alla divisione dell'eredità. 
Fra i diversi sodalizi avviati all'inizio del Novecento, uno dei più importanti e duraturi è quello che la legherà alla poetessa Marie de Régnier, in arte Gérard d'Houville, figlia di un esponente del parnassianesimo, moglie per interesse di un poeta simbolista, amica e amante di celebri artisti, tra cui Pierre Louÿs e Gabriele D'Annunzio.
Dopo un trimestre di studi speso all'università di Oxford (1907), rientra a Parigi, dove l'intransigenza della madre ne ostacola spostamenti e il realizzarsi di una condizione di maggiore indipendenza. Nel 1909 si sposa con Édouard Bourdet, agente di cambio in borsa, appassionato di scrittura teatrale. Poco dopo la nascita del loro unico figlio, Claude, il matrimonio entra in crisi. Nel 1912 viene dichiarata tubercolosa e a partire dal 1913 inizia a tenere il cosiddetto diario da adulta (Journal d'adulte), che scriverà fino alla morte. Dall'estate del '15 lavora a un saggio psicologico e filosofico intitolato De libertate, che avrebbe dovuto raccogliere osservazioni sul tempo e la natura delle sensazioni, ma il progetto di scrittura si arresta prematuramente; ad esso sopravvive la stesura di una sorta di introduzione, Pelle d'anima (Peau d'Âme), pubblicata postuma.

## Il legame con Paul Valéry

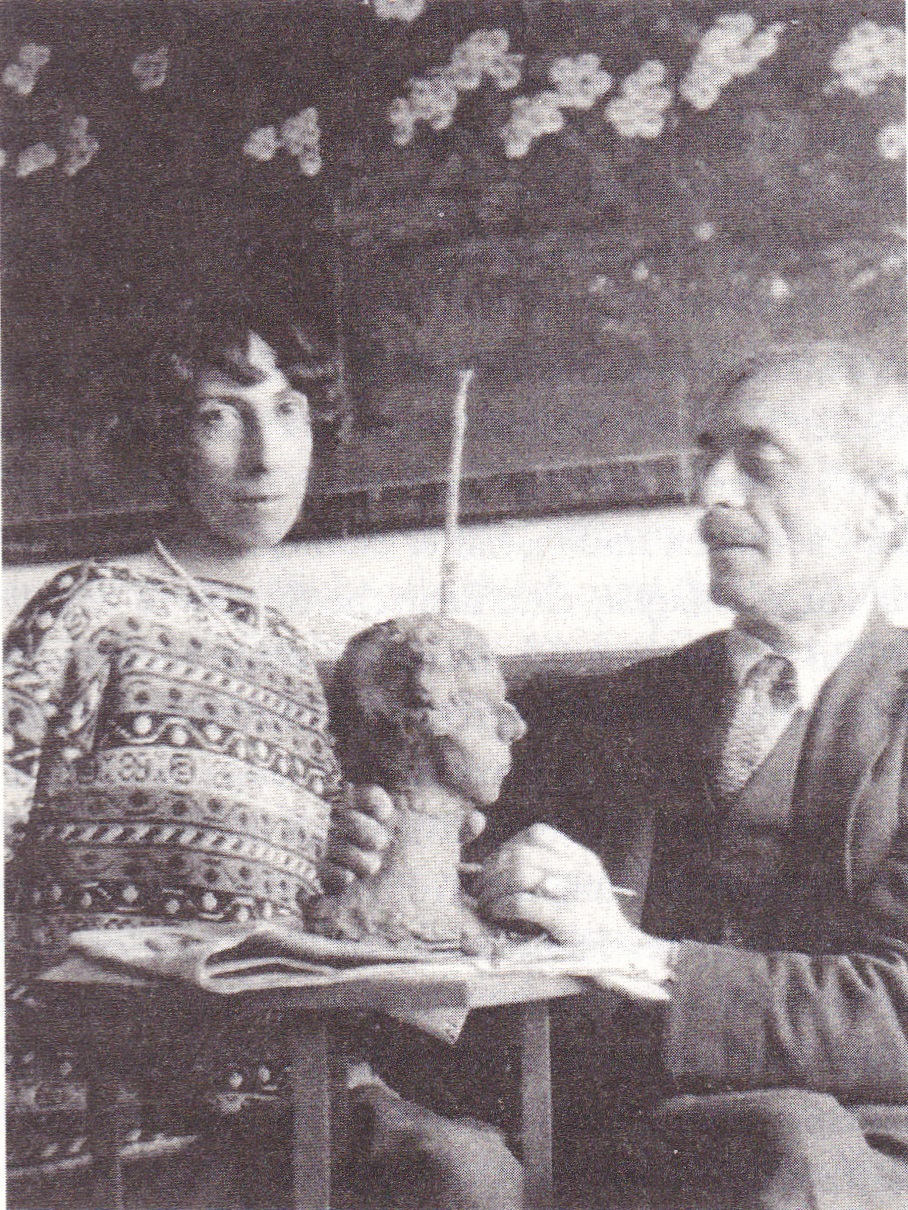
Pozzi & Paul Valéry (c.1924)

Alla fine della prima guerra mondiale Catherine Pozzi si ritira a vivere con la madre. Il 13 giugno del 1918 Samuel Pozzi è assassinato da uno dei suoi pazienti. Il 17 giugno 1920 incontra Paul Valéry, col quale inizia una burrascosa relazione, che tra alti e bassi si protrarrà fino al 1928. La storia con Valéry ne segna profondamente il percorso poetico (attraverso di lui entra in contatto con Rainer Maria Rilke, con cui tiene una corrispondenza tra il '24 e il '25), la mente e la salute, quest'ultima già minata da numerose affezioni, tra cui una setticemia nel '24 che le fa rischiare la vita. Nel '26 mentre viaggia sul treno tra Vence (Nizza) e Parigi, scrive la famosa poesia Vale, dedicata al suo rapporto con Valéry. Nel '27 vede la luce il racconto autobiografico Agnès e nel '29 esce, sulla Nouvelle Revue Française, diretta da Jean Paulhan, suo carissimo amico, Ave, unica poesia pubblicata in vita. La rottura definitiva con Valéry la spinge a una compensazione in nuovi sodalizi letterari: Julien Benda e Ernst Robert Curtius.

## Una voce notturna
La poesia di Catherine Pozzi è legata a doppio filo alla dimensione notturna, verso la quale hanno contribuito ad accentuare le naturali inclinazioni del suo carattere da una parte la passione per l'antico, in particolare l'esperienza di lettura e traduzione degli inni orfici, dall'altra la consuetudine con la tradizione poetica tedesca, soprattutto Novalis. Costretta in uno stato di infermità, protrattosi dal '32 al '34,  Pozzi prende congedo dalla vita, consacrandosi definitivamente a quell'abisso sensuale e struggente sull'orlo del quale, nel corso degli anni, si era ripetutamente affacciata. Non è perciò casuale che l'ultima lirica scritta dalla poetessa pochi giorni prima della morte, sopravvenuta il 3 dicembre 1934, sia intitolata Nyx, in greco “notte”, e sia un omaggio proprio a questo elemento tonale e ritmico attraverso cui si è declinata tutta la sua esistenza. È sepolta nel cimitero di Beau Ferrier a Bergerac in Dordogna.

## Opere in francese
- Poèmes, Paris Gallimard, 1959
- Journal, 1913-1934; édition établie et annotée par Claire Paulhan; préface de Lawrence Joseph, Paris: Ramsay, 1987
- Oeuvre poetique; textes recueillis, etablis et presentes par Lawrence Joseph, Paris: E.L.A., 1988
- Agnes (nouvelle); preface de Lawrence Joseph, Paris: La Difference, 1988
- Peau d'ame; presentation et notes de Lawrence Joseph, Paris: Editions de la difference, 1990
- Correspondance: 1924-1925/ Catherine Pozzi, Rainer Maria Rilke; édition établie et présentée par Lawrence Joseph, Paris: Ed. de la difference, 1990
- Journal de jeunesse, 1893-1906; édition établie et annotée par Claire Paulhan; avec la collaboration d'Ines Lacroix-Pozzi, Lagrasse: Verdier, 1995
- Correspondance 1926-1934/ Catherine Pozzi, Jean Paulhan; edition etablie, introduite et annotee par Francoise Simonet-Tenant, Paris: Editions Claire Paulhan, 1999
- La flamme et la cendre: correspondance/ Catherine Pozzi, Paul Valéry; édition de Lawrence Joseph, Parigi: Gallimard, 2006